# Aleksandr Vvedenski (priester)

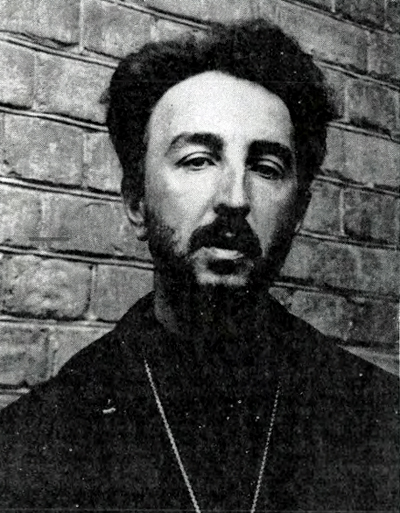
Aleksandr Vvedenski

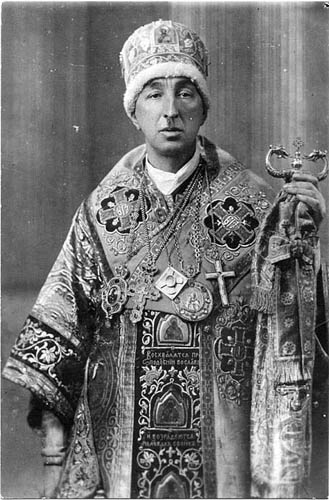
Als metropoliet

Aleksandr Ivanovitsj Vvedenski (Russisch: Александр Иванович Введенский) (Vitebsk, 30 augustus 1889  — Moskou, 26 juli 1946) was een Russisch geestelijke.
Hij studeerde theologie aan de Universiteit van Sint-Petersburg en werd gewijd tot Russisch-orthodox priester. Na de Russische Revolutie werd Vvedenski in de sovjet van Petrograd (Sint-Petersburg) gekozen en sloot hij zich aan bij de revolutionairen. Na de overwinning van de bolsjewieken in de Russische Burgeroorlog werd Vvedenski leider van de zogenaamde "Levende Kerk", een pro-communistische groep van priesters die nauwe samenwerking met de bolsjewieken nastreefden en zich hadden afgescheiden van de Russisch-orthodoxe Kerk. Overigens was de houding van de bolsjewieken ten aanzien van de Levende Kerk niet positief, daar zij liever geen steun ontvingen van de gelovigen. 
Vvedenski voerde sterk oppositie tegen patriarch Tichon van de Russisch-orthodoxe Kerk. In oktober 1922 werd hij de nominale leider van Congregatie van de Oude Apostolische Kerk, een samenwerkingsverband van na de revolutie afgescheiden kerkgenootschappen. In 1923 werd hij, ofschoon gehuwd, tot bisschop gewijd. 
Vanaf 1922 was Vvedensky in wezen het hoofd van de Levende Kerk. Gedurende deze tijd nam hij verschillende titels aan, waaronder: metropoliet - apologeet - evangelist - adjunct van de Eerste Hiërarch. Op 10 oktober 1941 werd hij benoemd tot de "Eerste Hiërarch van de Russisch-orthodoxe kerk in de Sovjet-Unie" met de titel van "Allerheiligste en Gezegende Heer en Vader" (Russisch: "Святейший и Блаженнейший Великий Господин и Отец") en was hij in wezen het hoofd van de Levende Kerk. Hij probeerde zichzelf patriarch te noemen, maar dat werd nooit door de meerderheid van de kerk aanvaard en vanaf december 1941 keerde hij terug naar de minder elegante titel van Metropoliet.
Zijn invloed werd steeds minder naarmate de jaren verstreken. Hij verzoende zich na het opheffen van de Levende Kerk niet met de Russisch-orthodoxe Kerk, die hem alleen als leek opnieuw wilde opnemen. Hij ging hier niet mee akkoord en stierf als geëxcommuniceerde aan hartfalen. 